# Henry George (ciclista)
Henry George (Charleroi, 18 de febrer de 1891 – Uccle, 6 de gener de 1976) va ser un ciclista belga que va competir en els anys posteriors a la Primera Guerra Mundial.
El 1920 va prendre part en els Jocs Olímpics d'Estiu d'Anvers, on guanyà la medalla d'or en la prova dels 50 kilòmetres del programa de en ciclisme. Rere seu finalitzaren Cyril Alden i Piet Ikelaar.